# Östlicher Neubäuer Forst
Östlicher Neubäuer Forst – dawny obszar wolny administracyjnie (gemeindefreies Gebiet) w Niemczech w kraju związkowym Bawaria, w rejencji Górny Palatynat, w regionie Oberpfalz-Nord, w powiecie Schwandorf. Obszar był niezamieszkany.
1 stycznia 2017 obszar został rozwiązany, a jego teren podzielono następująco:
- 5,50 km² przyłączono do gminy targowej Bruck in der Oberpfalz
- 0,94 km² przyłączono do gminy targowej Neukirchen-Balbini
- 5,34 km² przyłączono do miasta Roding w powiecie Cham
- 3,93 km² przyłączono do gminy Walderbach w powiecie Cham